# Grotekerksbuurt 56
Het pand op het adres Grotekerksbuurt 56 in de stad Dordrecht, in de Nederlandse provincie Zuid-Holland, is een rijksmonument. Het werd in de tweede helft van de 15e eeuw gebouwd. De achterkant van het pand staat, net als dat van vrijwel alle andere panden aan de Grotekerksbuurt, boven de Voorstraatshaven.

## Geschiedenis
Het pand werd tussen 1450 en 1475 gebouwd. Vast staat dat de gevel in ieder geval van 1460 is. Deze is dus na de stadsbrand van 1457 gebouwd. Na de brand werd het pand vermoedelijk samengevoegd met een buurpand, want de eigenaar moest tweemaal zoveel belasting gaan betalen als zijn buren. De vermoedelijke onderpui is in de 17e eeuw vervangen door de huidige onderpui. In 1959 kocht de Vereniging Hendrick de Keyser het woonhuis aan. Het pand werd op 9 maart 1966 ingeschreven in het monumentenregister. Twee jaar later startte de vereniging een restauratie. Bij deze restauratie kwamen bouwsporen tevoorschijn die er op duidden dat de waterstoep overbouwd is, dit resulteerde in een achtergevel die direct aan het water staat.

## Interieur
Het pand is 5 meter breed en de begane grond is 5 meter hoog. Aan de binnenkant is nog het originele houtskelet zichtbaar. In de bouwmuren, de stenen muren aan de zijkanten, zijn boognissen uitgespaard. Achter de hal een op- en onderkamer. 